# Ormone follicolo-stimolante
L’ormone follicolo-stimolante (FSH, follicle-stimulating hormone), conosciuto anche come follitropina, è un ormone sintetizzato dalle cellule gonadotrope basofile dell'adenoipofisi. Nelle ovaie, l'FSH stimola la progressione verso la maturazione dei follicoli di Graaf. Mentre il follicolo cresce, esso rilascia inibina, che per feedback negativo ostacola il rilascio di FSH nell'adenoipofisi.
Nel maschio, l'FSH attiva la produzione della proteina legante gli androgeni (ABP) nelle cellule del Sertoli, nei tubuli seminiferi, ed è fondamentale per la spermatogenesi. 
Nella femmina, invece, l'FSH e l'LH agiscono sinergicamente nella riproduzione. L'FSH è rilasciato nel circolo portale dell'adenoipofisi e poi nel circolo sanguifero sistemico, dove rimane attiva per 3-4 ore. La sua funzione è principalmente di regolazione dello sviluppo dei follicoli ovarici e, quindi, della stimolazione della produzione di estrogeni e progesterone. 

## Struttura
L'FSH è un eterodimero composto da due glicoproteine. La sua struttura è affine all'LH, al TSH e all'hCG. Le due unità polipeptidiche che compongono il dimero FSH sono dette subunità alfa e beta. La subunità alfa è uguale per tutti gli ormoni LH, TSH e hCG e contiene 96 amminoacidi. La subunità beta, invece, è specifica per ciascuno e nel caso dell'FSH contiene 118 amminoacidi e viene detta FSHB. Tale subunità si rende fautrice del legame con gli specifici recettori dell'FSH. La parte glucidica di questa glicoproteina è composta da fruttosio, galattosio, mannosio, galattosammina, glucosammina e acido sialico, quest'ultimo responsabile della emivita in circolo dell'ormone (3-4 ore).

## Geni
Il gene per la subunità alfa è localizzato nella banda 6p21.1-23 ed è espresso in svariati tipi cellulari. Mentre il gene per la subunità beta dell'FSH è localizzato in 11p13 ed è espresso solo dalle cellule gonadotrope della ghiandola pituitaria (adenoipofisi), è controllato dal GnRH (fattore di rilascio ipotalamico), inibito dall'inibina e indotto dall'attivina.

## Azione
Sia nel maschio che nella femmina, l'FSH stimola la maturazione delle cellule germinali. Nelle femmine dà inizio alla crescita del follicolo, agendo, in particolare, sulle cellule della granulosa. Nel contempo (dall'ovaio) viene rilasciata inibina B e i livelli di FSH cominciano a declinare in tarda fase follicolare. Tale rilascio sembra essere fondamentale nella progressione fino alla maturazione del solo follicolo più avanzato nella crescita. Alla fine della fase luteinica, vi è poi una leggera crescita dell'ormone che sembra essere importante per l'inizio di un nuovo successivo ciclo ovarico.
Come il suo partner LH, anche l'FSH è rilasciato dall'adenoipofisi sotto stimolazione dell'ormone di rilascio delle gonadotropine secreto dall'ipotalamo. Al contrario, sull'adenoipofisi agiscono negativamente gli estrogeni provenienti dalle gonadi.
I livelli di FSH circolante sono normalmente bassi durante l'infanzia e, nelle donne, molto alti dopo la menopausa.

## Stati patologici

### Alti livelli di FSH
Alti livelli di FSH sono indicativi di situazioni dove il normale feedback negativo che origina dalle gonadi è assente; ciò porta a un rilascio incontrollato di FSH da parte dell'adenoipofisi. Sebbene questi livelli siano tipici dopo la menopausa, sono anomali nell'età fertile. Possono essere segni di:
1. Menopausa prematura
2. Disgenesi gonadica, Sindrome di Turner
3. Castrazione
4. Sindrome di Swyer
5. Alcune forme di CAH
6. Disfunzioni testicolari

### Bassi livelli di FSH
Una diminuita secrezione di FSH può determinare disfunzione delle gonadi (ipogonadismo). Questa condizione, nel maschio, si manifesta tipicamente come incapacità di produrre un normale numero di spermatozoi. Nelle femmine è tipico rilevare la cessazione del normale ciclo riproduttivo.
Condizioni con bassissimi livelli di FSH sono:
1. Soppressione ipotalamica
2. Ipopituitarismo
3. Iperprolattinemia
4. Terapie per la soppressione delle gonadi
  1. antagonista dell'ormone di rilascio delle gonadotropine (eg. degarelix e abarelix)
  2. agonista dell'ormone di rilascio delle gonadotropine (downregulation)

## Farmaci
L'FSH, insieme all'LH, è il componente del Pergonal, e anche in forme più o meno pure o ricombinanti (nel Gonal F e Follistim).
Tali farmaci sono comunemente usati nei protocolli per la stimolazione ovarica controllata nei cicli di fecondazione in vitro, dal momento che permettono di stimolare lo sviluppo di un numero maggiore di follicoli e ottenere un adeguato numero di ovuli maturi. I protocolli di stimolazione ovarica prevedono anche l'utilizzo di analoghi del GnRH (Ormone di rilascio delle gonadotropine).
Dalla fine degli anni '90 è disponibile anche una preparazione con LH ricombinante puro (LUVERIS). Gli studi del dott. Franco Lisi hanno dimostrato che l'utilizzo dell'FSH ricombinante e dell'LH ricombinante adeguatamente combinati ottimizzano la stimolazione follicolare multipla per fecondazione assistita.